# نت قير
شركة نت قير (بالإنجليزية: Nethear, inc)‏ هي شركة متخصصة في شبكات الكمبيوتر مقرها في سان خوسيه، كاليفورنيا، ولها مكاتب في حوالي 25 دولة أخرى. تنتج أجهزة شبكات الإنترنت للمستهلكين والشركات ومقدمي خدمات الإنترنت مثل أوريدو. تعمل الشركة في ثلاثة قطاعات أعمال: التجزئة، التجارية وكمزود خدمة.
تغطي منتجات نت قير مجموعة متنوعة من التقنيات المستخدمة على نطاق واسع مثل اللاسلكي (واي فاي وأل تي إي) والإيثرنت، مع التركيز على الموثوقية وسهولة الاستخدام. تشمل المنتجات أجهزة سلكية ولاسلكية للوصول إلى الاتصال بالشبكة، وهي متوفرة في أشكال متعددة لتلبية احتياجات المستخدمين في كل منطقة جغرافية وقطاع تُباع فيه منتجات الشركة.
من عام 2018، تُباع منتجات نت قير في ما يقرب من 30 ألف موقع للبيع بالتجزئة في جميع أنحاء العالم، بالإضافة إلى العديد من مزودي خدمات الشبكة والهواتف المحمولة حول العالم. 

## التاريخ
أسس باتريك لو نت قير في عام 1996. تخرج لو من جامعة براون بدرجة البكالوريوس في الهندسة الإلكترونية. قبل تأسيس نت قير، كان لو مديرًا في هوليت باكارد. تلقت نت قير التمويل الأولي من باي نتووركس.
تم إدراج الشركة في بورصة نازداك في عام 2003.

## المنتجات

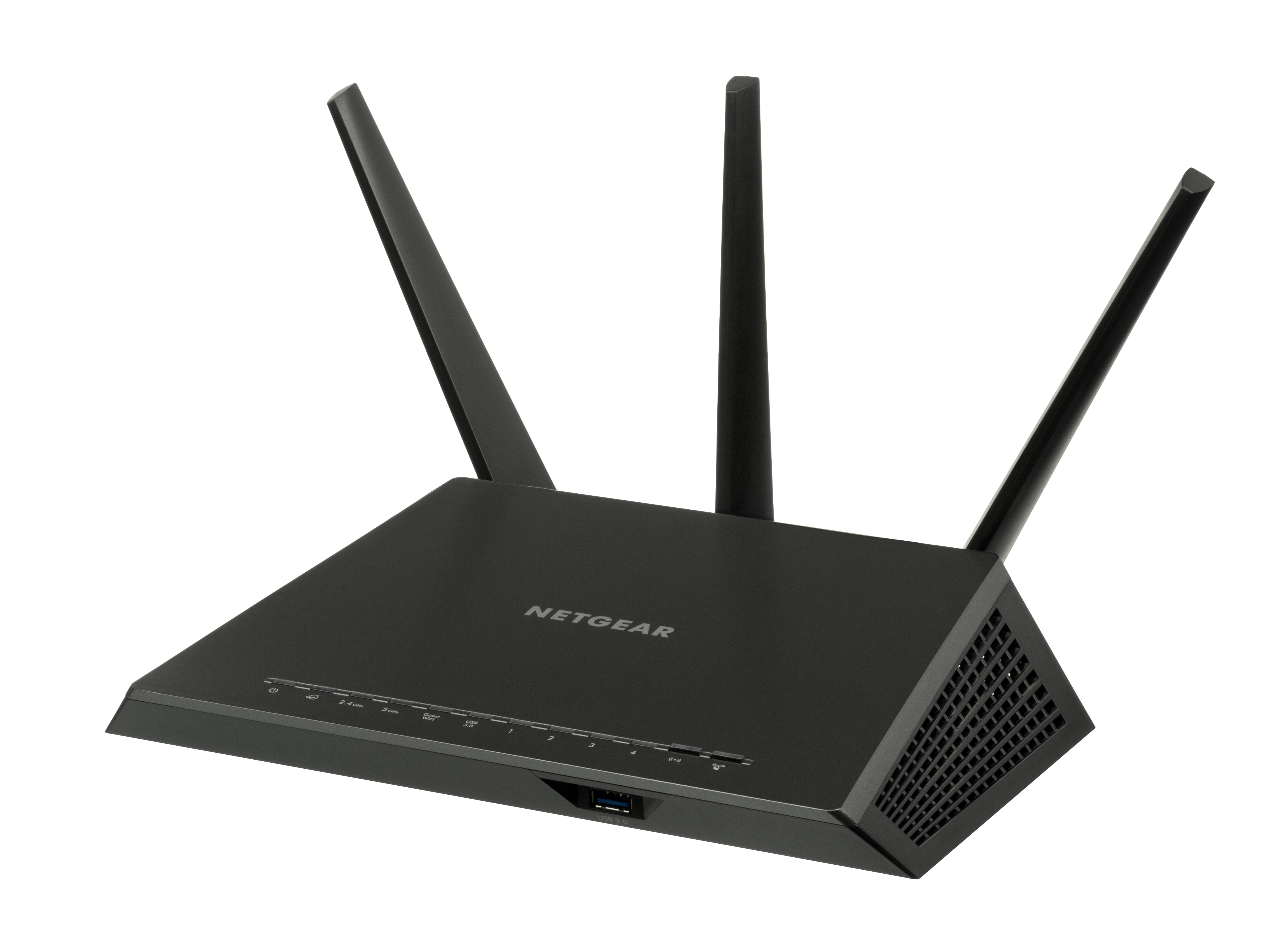
راوتر لاسلكي إيه سي 1900 مزدوج النطاق.

ينصب تركيز نت قير بشكل أساسي على سوق الشبكات، مع منتجات للاستخدام المنزلي والتجاري، بالإضافة إلى الألعاب الاحترافية، بما في ذلك التكنولوجيا السلكية واللاسلكية.

### برو سيف
تقوم نت قير بتسويق وبيع منتجات الشبكة لقطاع الأعمال، وعلى الأخص منتجات برو سيف. من مايو 2007، توفر نت قير ضمانات محدودة مدى الحياة لمنتجات برو سيف طالما أن المشتري الأصلي يمتلك المنتج. تركز حاليا على قطاع الوسائط المتعددة.

### أجهزة الشبكة المنزلية

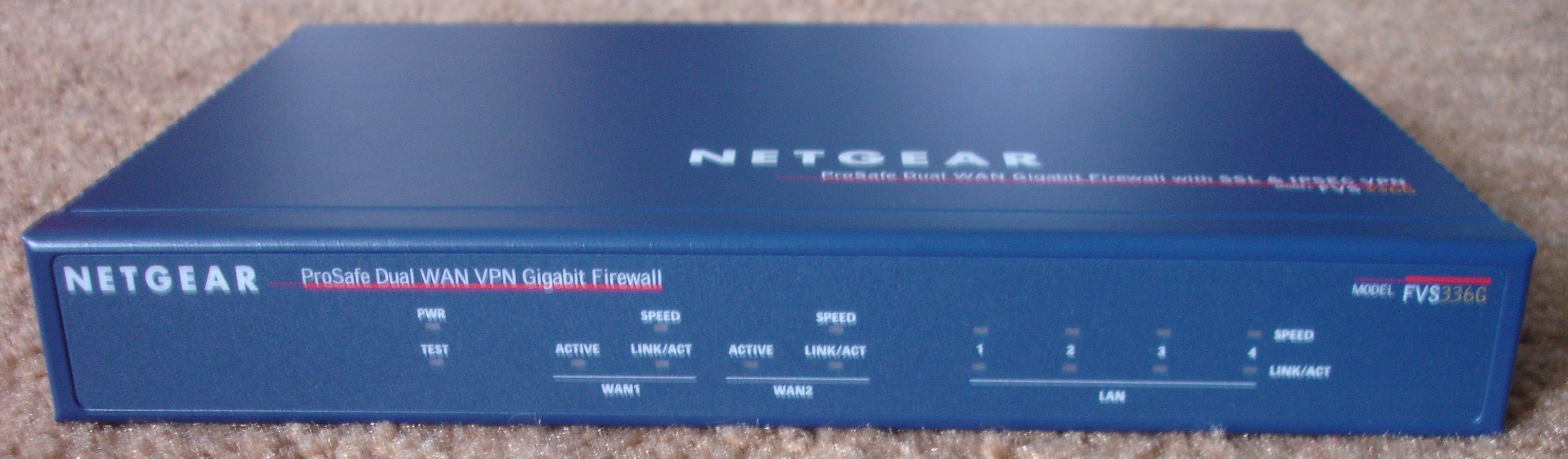
جدار حماية ڤي بي أن FVS336G.

تقوم نت قير أيضًا بتسويق وبيع أجهزة الشبكة لقطاع الأعمال، بما في ذلك جدران الحماية السلكية واللاسلكية للشبكات الظاهرية الخاصة. في عام 2016، أصدرت نت قير نظام «أوربي ميش واي فاي»، مع نماذج للاستخدام التجاري والمنزلي. يستخدم النظام بنية ثلاثية الموجات، على غرار النطاق المزدوج التقليدي، ولكن مع اتصال 5 جيجاهرتز بين جهاز التوجيه والأقمار الصناعية. تسمح إضافة 5 جيجاهرتز للشبكة بتوزيع حركة المرور الخاصة بها، مما يخفف من الازدحام الناجم عن زيادة عدد الأجهزة اللاسلكية المتوافقة مع 5 جيجاهرتز الموجودة في العديد من الشبكات المنزلية. في سبتمبر 2017، خرجت نت قير من صناعة منتجات جدار حماية في بي أن.

### الشبكة والتخزين
تبيع نت قير أجهزة تخزين ملحقة بشبكة المقدمة للشركات الصغيرة والمستهلكين تحت اسم المنتج «ردي ناس». مع خط أجهزة التخزين هذا، تتنافس نت قير مع منافسين مثل بوفالو و زكسل و هيوليت باكارد. دخلت نت قير سوق التخزين في مايو 2007 عندما استحوذت على إن فرانت (منشئة ردي ناس). في مارس 2009، بدأت نت قير في تقديم حل متكامل للنسخ الاحتياطي عبر الإنترنت يسمى ردي ناس فولت.

### كاميرات مراقبة متصلة بالشبكة
أنشأت نت قير العلامة التجارية لكاميرات المراقبة المنزلية أرلو، والتي تم دمجها في شركة منفصلة في أغسطس 2018. يتم الآن تداول أرلو علنًا في بورصة نيويورك.

## تصنيع
تقوم نت قير بتزويد جميع شركات التصنيع الإلكترونية بشركات إلكترونية أخرى، بما في ذلك شركة أسكي للكمبيوتر، كاميو للاتصالات، شبكات ديلتا، فلكس، فوكسكون، تايسينغ تي آند واي إليكترونيكس، شركة بيغاترون، سيركوم وشركة ويسترون نيو ويب ويو أس آي إليكترونيكس (شينزين).
تصنع الشركة منتجاتها في البر الرئيسي للصين وفيتنام، مع تصنيع بكمية منخفضة في تايوان.
للحفاظ على معايير الجودة، أنشأت نت قير منظمة جودة المنتج الخاصة بها في هونغ كونغ والبر الرئيسي للصين.
لم تتأثر نت قير بالرسوم الجمركية التي فرضها الرئيس الأمريكي دونالد ترامب بنسبة 25٪ على الواردات الصينية. نظرًا لأن جميع عمليات التصنيع تستعين بمصادر خارجية، فقد تمكنت الشركة من تحويل خطوط الإنتاج من الصين إلى فيتنام وتايلاند وإندونيسيا.

## مخاوف أمنية
تم العثور على العديد من منتجات نت قير التي تم تصنيعها بواسطة سيركوم تحتوي على باب خلفي يسمح بالوصول غير المصرح به عن بُعد إلى الأجهزة. أصدرت نت قير، جنبًا إلى جنب مع الشركات الأخرى التي لديها منتجات تم تصنيعها بواسطة سيركوم والتي تأثرت بالباب الخلفي المذكور أعلاه، تحديثات البرامج الثابتة لبعض المنتجات. ومع ذلك، فقد تبين بعد فترة وجيزة أن التحديثات أخفت الباب الخلفي فقط ولكنها لم تزيله.

## روابط خارجية
- الموقع الرسمي